# Lauri Silvennoinen
Lauri Johannes Silvennoinen (ur. 7 listopada 1916 w Kesälahti, zm. 24 grudnia 2004 w Lahti) – fiński biegacz narciarski, srebrny medalista olimpijski.

## Kariera
Igrzyska olimpijskie w Sankt Moritz w 1948 roku były pierwszymi i zarazem ostatnimi w jego karierze. Wspólnie z Augustem Kiuru, Teuvo Laukkanenem i Sauli Rytkym wywalczył srebrny medal w sztafecie 4 × 10 km. Był to jego jedyny start na tych igrzyskach.
W 1938 roku wystartował na mistrzostwach świata w Lahti, gdzie zajął 32. miejsce w biegu na 18 km techniką klasyczną. Zdobył także brązowy medal w biegu na 18 km, a wraz z Marttim Lauronenem, Jussim Kurikkalą i Eino Olkinuorą złoty medal w sztafecie podczas mistrzostw świata w Cortina d’Ampezzo w 1941 roku. Podczas spotkania we francuskim mieście Pau, FIS zadecydowała jednak, że wyniki z tych mistrzostw nie będą wliczane do klasyfikacji ogólnej, gdyż liczba zawodników była zbyt mała.
W 1943 roku wygrał bieg na 18 km, a na dystansie 50 km był drugi podczas zawodów Salpausselän Kisat. Silvennoinen był ponadto sześciokrotnie mistrzem Finlandii w biegach narciarskich: w 1943 roku w biegu na 18 km oraz w sztafecie, w 1944 roku w biegu na 30 km i w sztafecie, a także w 1947 i 1948 roku w sztafecie.

## Osiągnięcia

### Igrzyska olimpijskie
| Miejsce | Dzień    | Rok  | Miejscowość  | Konkurencja        | Czas biegu | Strata    | Zwycięzca |
| ------- | -------- | ---- | ------------ | ------------------ | ---------- | --------- | --------- |
| 2.      | 3 lutego | 1948 | Sankt Moritz | Sztafeta 4 × 10 km | 2:32:08 h  | +8:58 min | Szwecja   |

### Mistrzostwa świata
| Miejsce | Dzień     | Rok  | Miejscowość | Konkurencja             | Czas biegu | Strata | Zwycięzca      |
| ------- | --------- | ---- | ----------- | ----------------------- | ---------- | ------ | -------------- |
| 32.     | 25 lutego | 1938 | Lahti       | 18 km stylem klasycznym | 1:09:37 h  | ?      | Pauli Pitkänen |